# ATP de Acapulco de 2019
O ATP de Acapulco de 2019 foi um torneio de tênis masculino disputado em quadras de saibro na cidade de Acapulco, no México. Esta foi a 26ª edição.

## Distribuição de pontos e premiação

### Pontuação
| Evento  | V   | F   | SF  | QF | Round of 16 | Round of 32 | Q  | Q3 | Q2 | Q1 |
| Simples | 500 | 300 | 180 | 90 | 45          | 0           | 20 | —  | 10 | 0  |
| Duplas  | 500 | 300 | 180 | 90 | 0           | —           | 45 | —  | 25 | —  |

### Premiação
| Evento  | V        | F        | SF      | QF      | Round of 16 | Round of 32 | Q3 | Q2     | Q1     |
| Simples | $321,290 | $157,510 | $79,260 | $40,305 | $20,930     | $11,040     | —  | $2,445 | $1,250 |
| Duplas* | $96,730  | $47,360  | $23,760 | $12,190 | $6,300      | —           | —  | —      | —      |

* por dupla

## Chave de simples

### Cabeças de chave
| País | Jogador           | Rank1 | Cabeça |
| ---- | ----------------- | ----- | ------ |
| ESP  | Rafael Nadal      | 2     | 1      |
| GER  | Alexander Zverev  | 3     | 2      |
| USA  | John Isner        | 9     | 3      |
| ARG  | Diego Schwartzman | 19    | 4      |
| AUS  | Alex de Minaur    | 27    | 5      |
| USA  | Frances Tiafoe    | 29    | 6      |
| USA  | Steve Johnson     | 34    | 7      |
| AUS  | John Millman      | 36    | 8      |

- 1 Rankings como em 18 de fevereiro de 2019.

### Outros participantes
Os seguintes jogadores receberam convites para a chave de simples:
- David Ferrer
- Gerardo López Villaseñor
- Emilio Nava

O seguinte jogador recebeu entrada via special exempt:
- Mackenzie McDonald

Os seguintes jogadores entraram na chave de simples através do qualificatório:
- Federico Gaio
- Marcel Granollers
- Ryan Harrison
- Alexei Popyrin

O seguinte jogador entrou na chave de simples como "lucky loser":
- Guillermo García López

### Desistências
Antes do torneio
- Kevin Anderson → substituído por  Mischa Zverev
- Grigor Dimitrov → substituído por  Cameron Norrie
- Taylor Fritz → substituído por  Guillermo García López
- Martin Kližan → substituído por  Yoshihito Nishioka

## Chave de duplas

### Cabeças de chave
| País | Jogador              | País | Jogador      | Rank1 | Cabeça |
| ---- | -------------------- | ---- | ------------ | ----- | ------ |
| GBR  | Jamie Murray         | BRA  | Bruno Soares | 10    | 1      |
| USA  | Bob Bryan            | USA  | Mike Bryan   | 18    | 2      |
| COL  | Juan Sebastián Cabal | COL  | Robert Farah | 20    | 3      |
| POL  | Łukasz Kubot         | BRA  | Marcelo Melo | 20    | 4      |

- 1 Rankings como em 18 de fevereiro de 2019.

### Outros participantes
As seguintes parcerias receberam convites para a chave de duplas:
- Santiago González /  Aisam-ul-Haq Qureshi
- Nicholas Monroe  /  Miguel Ángel Reyes-Varela

Os seguintes jogadores entraram na chave de duplas através do qualificatório:
- Peter Gojowczyk /  Kevin Krawietz

## Campeões

### Simples
- Nick Kyrgios der.  Alexander Zverev, 6–3, 6–4.

### Duplas
- Alexander Zverev /  Mischa Zverev der.  Austin Krajicek /  Artem Sitak, 2–6, 7–6(7–4), [10–5]